# Holstebro Kunstmuseum
 Denne artikel bør gennemlæses af en person med fagkendskab for at sikre den faglige korrekthed.

Holstebro Kunstmuseum er beliggende i umiddelbar nærhed af Holstebros bymidte syd for Storåen. Museet har til huse i et større museumskompleks, der forener gammelt og nyt. Det består af en herskabsvilla fra 1906 og et moderne museumsbyggeri fra 1981 udvidet med 'Færchfløjen' i 2011 tegnet af arkitekt Hanne Kjærholm og med møbler af Poul Kjærholm.
Museets samlinger rummer dansk og international kunst og kunsthåndværk fra det 20. århundrede, samtidskunst og traditionel kunst fra ikke-vestlige kulturer.
Museet samler retrospektivt, hvorfor en kunstner oftest er repræsenteret med mange værker, således at en kunstners indsats kan følges både i bredden og dybden.
Kunstnerne præsenteres tematisk og gerne sammen med kunst fra fremmede verdensdele. Museet fortæller således om kunst som universelt fænomen, hvor kunsten er udtryk for en levende tradition med fælles værdier på tværs af tid og kultur.
Blandt museets hovedattraktioner er: den folkekære Henry Heerup og andre 'COBRA'-kunstnere, John Olsens forunderlige 'Undrekammer' og en stor samling værker af Tal R.
Udover skiftende præsentationer af samlingen arrangerer museet særudstillinger.

## Museets samling
Holstebro Kunstmuseum har siden sin start kunnet bryste sig af at rumme verdenskunst og kunst fra hele verden. Da museet i 1967 åbnede for publikum, kunne man således udover dansk kunst fra 1930'erne og frem se grafiske værker af Picasso, Chagall og Matisse og traditionel kunst fra Afrika (Poul Holm Olsens samling).
Idégrundlaget for museets samling er at anskueliggøre aspekter i dansk kunst set i lyset af internationale strømninger og ikke-vestlige kulturers indflydelse.
Samlingen etableredes og udbyggedes i første omgang af kunsthistorikeren og forfatteren Poul Vad, der koncentrerede sig om forholdsvis få kunstnere, der til gengæld er rigt repræsenteret. Denne indsamlingsstrategi er siden fortsat. Det betyder, at mange af museets danske kunstnere er indsamlet retrospektivt og med en sådan fylde, at de ikke bare komplementerer men i flere tilfælde overgår hovedmuseernes samlinger.
Indsamlingsstrategien var usædvanlig for en tid, hvor provinsens kunstmuseer - når man ser bort fra såkaldte enkeltmandsmuseer og museer skabt med afsæt i kunstnerkolonier - gerne søgte at favne den danske kunsts historie. Poul Vads indsamlingsstrategi blev derfor et foregangseksempel for fokuseret indsamling. Også på et andet punkt skilte museet dengang sig ud ved at indsamle kunsthåndværk på linje og i samspil med malerier, skulpturer m.v.
Af dansk kunst havde Holstebro Kunstmuseum ved sin åbning i 1967 koncentreret sig om kunstnere, der arbejdede abstrakt og eksperimenterende, samt kunstnere, der arbejdede i forlængelse af en koloristisk-naturalistisk tradition. For førstnævntes vedkommende var det kunstnere med tilknytning til sammenslutningerne Linien og COBRA, der i 1951 allierede sig med sidstnævnte i Martsudstillingen.
Senere er der kommet en koncentration af kunstnere til, for hvem udtryksmæssigt indirekte mennesket og direkte naturen og dens kræfter er et fælles omdrejningspunkt,
Centralt i museets indsamling af samtidskunst står det nyekspressive og nyfigurative udtryk. Repræsentanterne herfor arbejder traditionsbevidst og eksperimenterende med opmærksomheden rettet mod værkets udtryksmæssige muligheder.
Museets grafiske serier af nogle af verdenskunstens hovednavne i det 20. årh. er med årene vokset i antal og ligeledes er flere ikke-vestlige samlinger kommet til.
Holstebro Kunstmuseums samlinger har således nationale og globale rødder, der afspejler modernismen og modernismens syn på kunsten som universelt fænomen.

## Museets historie og bygning
Holstebro Kunstmuseum blev i 1965 oprettet på kommunalt initiativ og som led i en større kulturel satsning, der gjorde byen attraktiv at bo i og snart kendt på landsplan. [kilde mangler]Kunsthistorikeren og forfatteren Poul Vad blev samme år valgt som kunstkonsulent for museet (og byen). Poul Vad stod bag formuleringen af museets idegrundlag (se 'Museets samling').
Med henblik på at indrette kunstmuseum købte Holstebro Kommune i 1966 en herskabsvilla fra 1966 tegnet af arkitekt Andreas Clemmensen (1852-1928) for tobaksfabrikant Søren Færch (1870-1967). Museet åbnede for gæster den 5. maj 1967.
Museet fik allerede i åbningsåret tilsagn om og opnåede i 1968 statsanerkendelse som kunstmuseum.
Den dag i dag er der kunst i herskabsvillaen, men den tjener nu også som hovedindgang for et samlet museumskompleks tegnet af arkitekt Hanne Kjærholm i 1976. Kunstmuseets fløj blev taget i brug i 1981. Det kulturhistoriske museums fløj blev indviet i 1992 og udvidet af flere gange. i 2011 blev kunstmuseet udvidet med Færchfløjen. Færchfondet stod bag donationen.
i 1987 blev Jens Nielsen & Olivia Holm-Møller museet i Holstebro en afdeling af Holstebro Kunstmuseum. Jens Nielsen & Olivia Holm-Møller Museet ophørte som museumsafdeling i 2013. Samlingen er fortsat en del af Holstebro Kunstmuseums samling.
i 2005 blev Kunst&Design (tidligere BGK) under Dansk Talentakademi oprettet som en afdeling af Holstebro Kunstmuseum. Kunst&Design har til huse i dele af det tidligere Jens Nielsen & Olivia Holm-Møller Museum, 

## Museets ledelse
Holstebro Kunstmuseum er et statsanerkendt kunstmuseum underlagt museumsloven. Museet er selvejende og har Holstebro Kommune som hovedtilskudsyder. Bestyrelsens medlemmer udpeges af hovedtilskudsyder, museets venneforening og Akademirådet.
Kunstfaglig konsulent
- Mag.art. og forfatter Poul Vad (1965-1981)

Direktører
- Mag.art. Jesper Knudsen (1981-1998)
- Mag.art. Folke Kjems (1998-2017)
- Mag.art. Anders Gaardboe Jensen (2017- )